# Mariafe Artacho del Solar
Mariafe Artacho del Solar (ur. 24 października 1993 w Limie) – australijska siatkarka plażowa, wicemistrzyni olimpijska z 2020 roku oraz brązowa medalistka Mistrzostw Świata z 2019 roku z Taliquą Clancy. Brała również udział w Igrzyskach Olimpijskich 2016, jednak nie odniosła tam sukcesu.
Artacho del Solar przeprowadziła się z matką z Limy w Peru do Sydney, w wieku 11 lat. Uczęszczała do Gordon West Public School, następnie do Killara High School, gdzie poznała swoją przyszłą partnerkę w siatkówce plażowej Nicole Laird.